# ایشتوان پالوتاش
ایشتوان پالوتاش (مجاری: Palotás István; ۵ مارس ۱۹۰۸ – ۱ اکتبر ۱۹۸۷) بازیکن فوتبال اهل مجارستان بود.
از باشگاه‌هایی که در آن بازی کرده‌است می‌توان به باشگاه فوتبال دبرتسنی اشاره کرد.
وی همچنین در تیم ملی فوتبال مجارستان بازی کرده‌است.